# 三雲茂晴
三雲 茂晴（みくも しげはる、1961年6月2日 - ）は、宮城テレビ放送（ミヤギテレビ）の幹部社員で元アナウンサー。

## 来歴
大阪府堺市生まれ。岡山県立岡山朝日高等学校、早稲田大学商学部を卒業後、1986年にミヤギテレビに入社。
かつてはベガルタ仙台や高校サッカー等のサッカー中継の実況を担当。全国高等学校サッカー選手権大会の中継では、全国放送となる準決勝での実況や優勝インタビューを任せられていた時期もある。2006年度の大会をもって卒業。一時期は種目にかかわらずミヤギテレビのスポーツ実況を担当していたが、その後は部下の伊藤拓と外賀幸一に譲り、自身はスポーツ中継の制作を行っていた。
後に報道制作局の情報センター部長に就任。2011年7月からはアナウンス部長と情報センター長を兼務していたが、2012年3月限りでアナウンス部を離れ、情報センター長との兼務で報道制作局次長に就任した。同年10月13日からは、竹鼻純に替わって『ボス魂』にレギュラー出演していた（2015年3月14日に終了）。2018年時点では経営推進局の局次長と広報部長を務めていた。

## 担当番組
- 歌のトップテン（日本テレビ） - ミヤギテレビリポーター
- MMTニュースプラス1
- モット！モット！TV
- OH!バンデス ニュースプラス1 - キャスター[5]
- スポーツ中継[1]
- ベガスポ[1]
- OH!バンデス - スポーツコーナー担当[6]
- Newsリアルタイムミヤギ - スポーツコーナー担当[7]
- ミヤギnews every. - スポーツコーナー担当
- ミヤテレスタジアム - 番組制作担当[8]
- ボス魂 - キャスター（2012年10月13日 - 2015年3月14日）